# 新潟県道197号向山越後川口停車場線
新潟県道197号向山越後川口停車場線（にいがたけんどう197ごう むこうやまえちごかわぐちていしゃじょうせん）は、新潟県長岡市を通る一般県道である。起点付近で小千谷市域をわずかに通過する。

## 概要

### 路線データ
- 起点：新潟県小千谷市大字川井字亀田（新潟県道209号山ノ相川内ヶ巻停車場線交点）
- 終点：越後川口停車場（新潟県長岡市東川口字清水田）

## 通過する自治体
- 新潟県
  - 小千谷市 - 長岡市

## 接続する道路
- 新潟県道209号山ノ相川内ヶ巻停車場線（起点：小千谷市大字川井字亀田、小千谷市・長岡市境）
- 新潟県道71号小千谷川口大和線（長岡市川口田麦山字前原 - 長岡市西川口字牛ヶ島で重複）
- 新潟県道557号西川口和南津線（長岡市西川口地内（「龍宮雄」北東 - 「男山漁場別館」南方）で重複）
- 新潟県道71号小千谷川口大和線・新潟県道196号川口岩沢線（長岡市西川口（「カスタムショップホシノ」北東） - 長岡市西川口（「川口中学校」西方） - 西川口交差点 - 川口交差点 - 川口町役場前交差点で重複）
- 新潟県道83号川口塩殿線（長岡市西川口、「川口中学校」西方）（「県道71号」・「県道196号」重複区間）
- 新潟県道557号西川口和南津線（西川口交差点）（「県道71号」・「県道196号」重複区間）
- 国道17号（三国街道）（川口交差点 - 川口町役場前交差点で重複）（「県道71号」・「県道196号」重複区間）
- 新潟県道71号小千谷川口大和線（長岡市東川口字清水田、「越後川口駅」南）
- （終点：長岡市東川口字清水田、「越後川口駅」前）

## 周辺
- JR飯山線
  - 内ケ巻駅 - 越後川口駅
- JR上越線
  - 越後川口駅
- 関越自動車道 越後川口IC/SA
- 長岡市役所 川口支所（旧・川口町役場）
- 長岡市立川口中学校
- 長岡市立川口小学校
- 川口郵便局（長岡市）
- 信越工業 本社

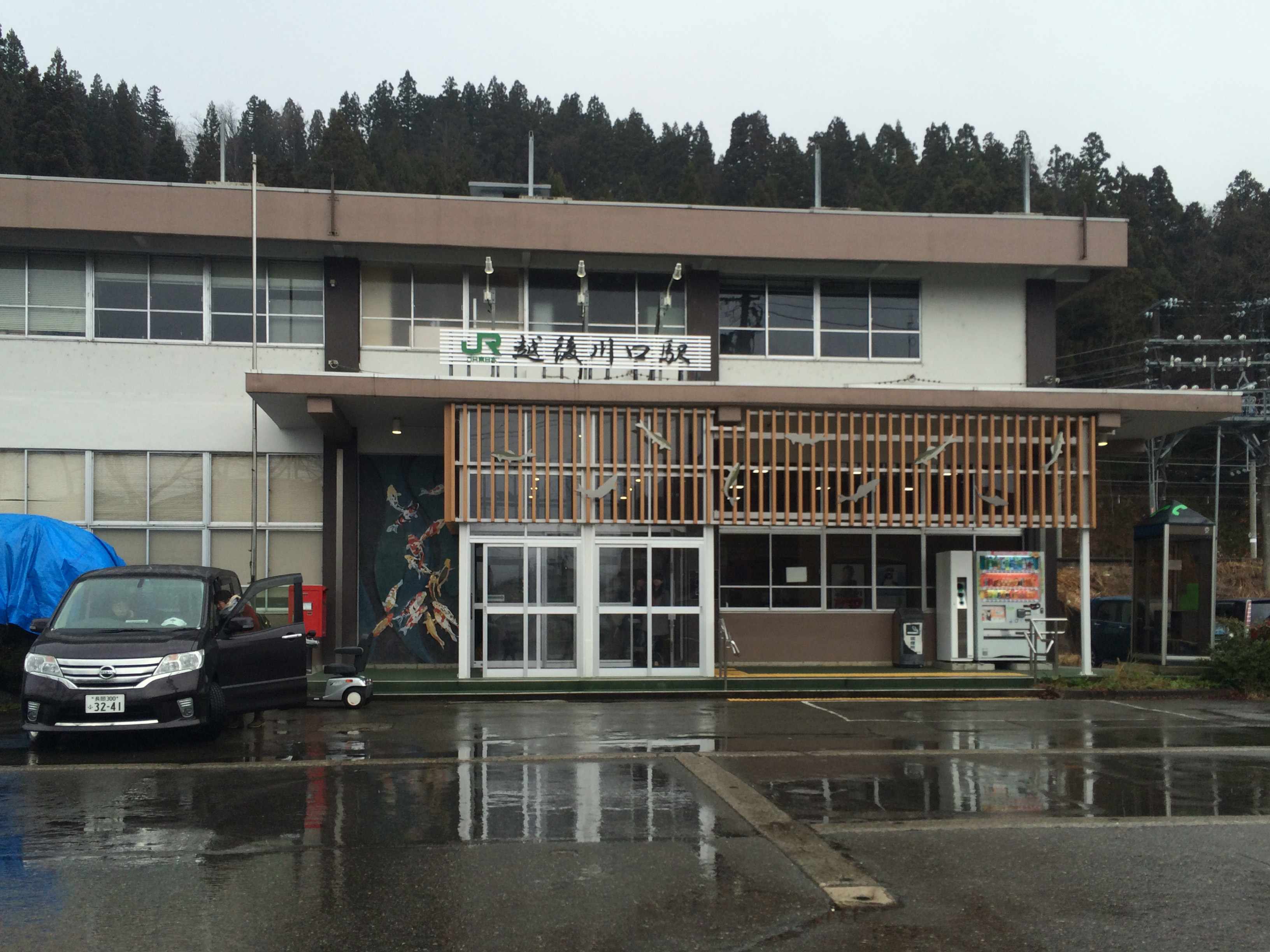
越後川口駅

- 向山（むこうやま）（小千谷市・長岡市境にある山。標高339m。）
- 魚野川
- 信濃川